# Thymoleptique
Un thymoleptique est un médicament qui régularise le tonus émotionnel en exerçant un effet dépresseur sur l'humeur et le tonus psychique. En psychopharmacologie ce groupe de médicaments comprend les neuroleptiques ainsi que ce qu'il est couramment convenu d'appeler les tranquillisants. Ceux-ci regroupe des anxiolytiques dont les benzodiazépines. Dans la classification classique de Jean Delay et Pierre Deniker, les thymoleptiques qui dépriment l'humeur font partie des psycholeptiques (substances qui dépriment l'activité mentale) au même titre que les nooleptiques (substances qui dépriment la vigilance). Il ne doivent pas être confondus avec les thymoanaleptiques qui au contraire stimulent et augmente l'humeur.